# کودکان (فیلم ۲۰۰۸)
کودکان (انگلیسی: The Children) فیلمی در ژانر ترسناک است که در سال ۲۰۰۸ منتشر شد. از بازیگران آن می‌توان به بن کینگزلی و استیون کمپل مور اشاره کرد.